# Bernardo de Lippe-Biesterfeld
Bernardo de Lippe-Biesterfeld (en alemán: Bernhard Leopold Friedrich Eberhard Julius Kurt Karl Gottfried Peter Prinz zur Lippe-Biesterfeld) (Jena, 29 de junio de 1911-Utrecht, 1 de diciembre de 2004) fue príncipe consorte de los Países Bajos tras su matrimonio con la reina Juliana. Padre de la luego soberana, Beatriz de los Países Bajos, nació con el título y nombre de conde Bernhard Leopold Friedrich Eberhard Julius Kurt Karl Gottfried Peter de Lippe-Biesterfeld (elevado posteriormente al rango de príncipe con tratamiento de Alteza Serenísima).
El príncipe colaboró en la creación del World Wildlife Fund (posteriormente rebautizado como World Wide Fund for Nature), convirtiéndose en el primer presidente de este organismo en 1961. También fundó el 1001 Club en 1970, un fondo de ayuda a la naturaleza. Asimismo ayudó a crear el Rotary International y fue uno de los dos fundadores del Grupo Bilderberg, una organización internacional con diversos miembros, que se reúne anualmente para debatir sobre el futuro del mundo y asuntos de interés europeo.

## Biografía

### Infancia y juventud
Bernardo fue bautizado como el conde Bernhard Leopold Friedrich Eberhard Julius Kurt Karl Gottfried Peter de Lippe-Biesterfeld en Jena, Alemania. Era el hijo mayor del príncipe Bernardo de Lippe-Biesterfeld (hermano menor del príncipe reinante de Lippe) y de su esposa, la baronesa Armgard von Sierstorpff-Cramm. Por no haberse celebrado el matrimonio de sus padres conforme a las leyes matrimoniales de la Casa de Lippe, Bernardo solamente recibió el título de conde (Graf, en alemán). Por este motivo, llegado el año 1916 su tío, el príncipe Leopoldo IV de Lippe, otorgó a Bernardo el título de príncipe de Lippe-Biesterfeld.
Después de la Primera Guerra Mundial, la familia de Bernardo perdió su principado alemán y con él los ingresos asociados al mismo. Sin embargo, la familia todavía disfrutaba de gran riqueza, por lo que Bernardo pasó sus primeros años en Reckenwalde, la nueva propiedad de la familia al este de Brandeburgo. Estaba a unos pocos kilómetros al este del río Oder (actualmente Woynovo en Polonia), cerca de la ciudad de Züllicau (Sulechów), y no en el este de Prusia, lo que deriva en un error que aparece en la página web de la familia real holandesa.
Recibió su educación elemental en su nuevo hogar. Cuando tenía doce años fue enviado a un internado y a un instituto de segunda enseñanza (gymnasium) en Züllicau y varios años después a otro internado y gymnasium en Berlín, donde se graduó en 1929.
Bernardo fue un niño muy enfermizo y de salud delicada. Los médicos predijeron que no viviría mucho tiempo. Puede que fuera esta negativa predicción lo que llevó a Bernardo a esforzarse y a asumir numerosos riesgos durante la Segunda Guerra Mundial y en otras ocasiones. A lo largo de su vida el príncipe destrozó varios coches y aviones. En una ocasión Winston Churchill dijo que solamente una persona se lo había pasado en grande durante la Segunda Guerra Mundial, y que esa persona era el príncipe Bernardo.
Bernardo estudió Derecho en la Universidad de Lausana, en Suiza, y en Berlín, donde adquirió afición por los coches rápidos, la equitación y la caza. Era un hombre audaz y temerario y casi murió en un accidente náutico y en otro de aviación, y se rompió el cuello y varias costillas en un accidente de coche a 160 km/h en 1938.
Durante su juventud Bernardo se afilió a varias organizaciones nacionalsocialistas, como el NSDAP, las SA y una rama especial de las SS, llamada la “Reiter SS”. Sin embargo, el príncipe no era un nazi convencido; estas afiliaciones le permitían adquirir nuevos contactos y fomentar sus intereses personales. Los partidarios del príncipe afirman que la pertenencia a estas organizaciones eran necesarias para acceder a distintas posiciones sociales en la Alemania de la época. No obstante, el príncipe negó posteriormente haber pertenecido a estas asociaciones, aunque su membresía se encuentra bien documentada y acreditada. En cualquier caso, nunca se mostró políticamente activo en el partido nazi y, si bien tampoco fue un fervoroso campeón de la democracia, jamás realizó ninguna declaración de corte totalitario o antisemita.

### Unión a la Casa de Orange

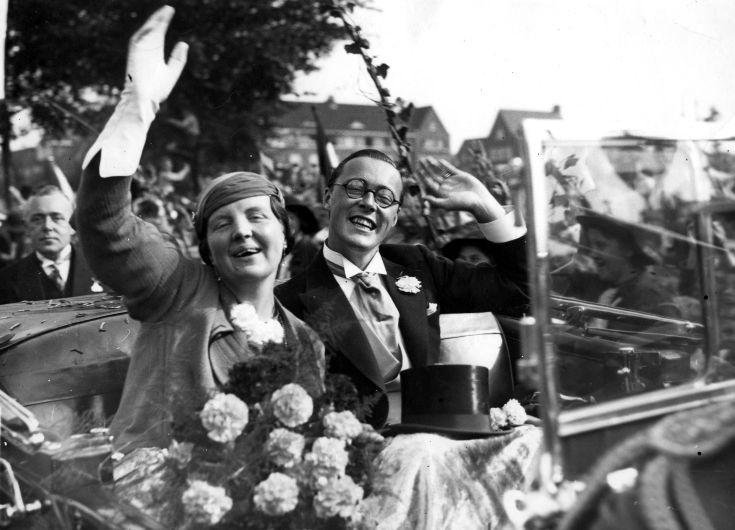
Bernardo y Juliana el día de su boda (septiembre de 1936).

En la década de 1930, con el ascenso de Adolf Hitler al poder en Alemania, el hermano menor de Bernardo, Aschwin de Lippe-Biesterfeld, declaró públicamente su apoyo al partido nazi. Durante esta época el príncipe Bernardo era miembro del honorario Cuerpo de Caballería de las SS. Posteriormente, el príncipe comenzaría a trabajar para la empresa química alemana IG Farben. Después de un período de prueba y estudio, fue ascendido a secretario del Consejo de Directores en la sucursal de París en 1935.
Debido a que era un aristócrata protestante, Bernardo resultó aceptable para la reina Guillermina de los Países Bajos como marido para su hija, la princesa Juliana. Sin embargo, la posición de Bernardo como consorte de la futura reina holandesa se convertiría en una cuestión de debate público a causa de las tensas relaciones entre Alemania y los Países Bajos.
Las afiliaciones políticas del príncipe Bernardo con el régimen nazi recibirían una gran atención. Varios miembros de su familia y amigos se encontraban aliados con los nazis –y varios de ellos se adhirieron al partido después de la boda real de Bernardo. El protocolo demandaba que el príncipe Consorte de los Países Bajos fuese invitado a una audiencia con el jefe del Estado de Alemania, el dictador Adolf Hitler. La atmósfera del encuentro fue bastante tensa. Al parecer el Führer hizo algunos comentarios sobre el turismo en el Rin y que la unión entre el príncipe Bernardo y la princesa Juliana constituiría una gran alianza de las naciones germánicas. Esa misma noche, en la cena, Hitler declaró que Bernardo era “un completo idiota”. Nunca volverían a reunirse.
El príncipe Aschwin de Lippe-Biesterfeld terminó sirviendo como oficial en el ejército alemán. Aunque los servicios secretos alemanes y holandeses estaban interesados en ambos hermanos, no descubrieron ninguna información ni contacto comprometedores. Desde su boda el príncipe Bernardo demostró ser un leal ciudadano y oficial neerlandés y cortó las relaciones con los miembros de su familia partidarios de los nazis. Como señal de su nueva ciudadanía habló solamente en neerlandés durante las negociaciones para la rendición de las fuerzas alemanas en los Países Bajos. Desde que comenzó su carrera militar, Bernardo adquirió una gran afición por los uniformes elegantes y las medallas. Introdujo el “estilo inglés” en el modo de llevar medallas en el ejército neerlandés, que hasta entonces exhibía sus medallas siguiendo un estilo prusiano.
Armgard von Sierstorpff-Cramm, madre de Bernardo, no admiraba a los nazis y tuvo problemas al rechazar públicamente que fuera colocada una bandera alemana con esvástica en su residencia en Reckenwalde. El gobierno nazi no la trató amablemente, pues además se trataba de la madre de uno de los generales aliados.

### Segunda Guerra Mundial

Estandarte de Bernardo como Príncipe consorte de los Países Bajos.

Aunque al principio sus orígenes alemanes habían despertado suspicacias entre la población holandesa, el príncipe Bernardo comenzó a adquirir gran popularidad durante el transcurso de la Segunda Guerra Mundial. Cuando Alemania invadió los Países Bajos, el príncipe, portando una metralleta organizó a los guardias del palacio real neerlandés para que dispararan contra los aviones alemanes. Poco después la familia real huía de los Países Bajos y se refugiaba en Inglaterra. Una vez allí, la princesa Juliana y sus hijas fueron enviadas a Canadá, donde permanecieron hasta el final de la guerra.
En Inglaterra, el príncipe Bernardo solicitó la admisión en los servicios de inteligencia británicos, pero el Almirantazgo británico y posteriormente el general Dwight Eisenhower de los mandos Aliados no confiaban en él lo suficiente como para permitirle acceso a los mismos. Sin embargo, gracias a la recomendación de su amigo y admirador el rey Jorge VI, más tarde se le autorizó a cooperar con los mandos militares en la marcha de la guerra.
En 1940 el teniente Murray Payne instruyó al príncipe Bernardo y le enseñó a pilotar un Supermarine Spitfire. El príncipe realizó más de 1000 horas de vuelo en un Spitfire con el 322.º escuadrón “Holandés” de la RAF (Royal Air Force), derribando dos aviones enemigos. Como “Wing Commander Gibbs (RAF)" el príncipe también voló sobre el territorio ocupado por los nazis en un bombardero B-24 atacando plataformas de lanzamiento V-1. Se encontraba asimismo en un bombardero Mitchell B-25 que atacó la ciudad de Pisa, bombardeó un submarino en el Atlántico y en un avión de reconocimiento L-5 sobre el territorio europeo ocupado. Como reconocimiento a sus méritos, el príncipe Bernardo obtuvo la Cruz de Vuelo Holandesa por su “habilidad y perseverancia” (en neerlandés: "bekwaamheid en volharding").
En 1941 al príncipe Bernardo le fue otorgado el rango honorario de wing commander en la Royal Air Force. Recibió más entrenamiento como piloto y ganó sus alas en ese mismo año. Desde 1942 hasta 1944 Bernardo voló como piloto con la Royal Air Force. También ayudó a organizar el movimiento de resistencia holandesa y actuó como secretario personal para la reina Guillermina.
La reina Guillermina borró personalmente la palabra “honorario” en el decreto que promovió al príncipe Bernardo a general. De esta forma inconstitucional le otorgó una posición que no había sido aprobada por el parlamento ni los ministros de los Países Bajos. El ministro de defensa decidió no corregir a la reina y el príncipe asumió un papel importante en las fuerzas armadas neerlandesas.

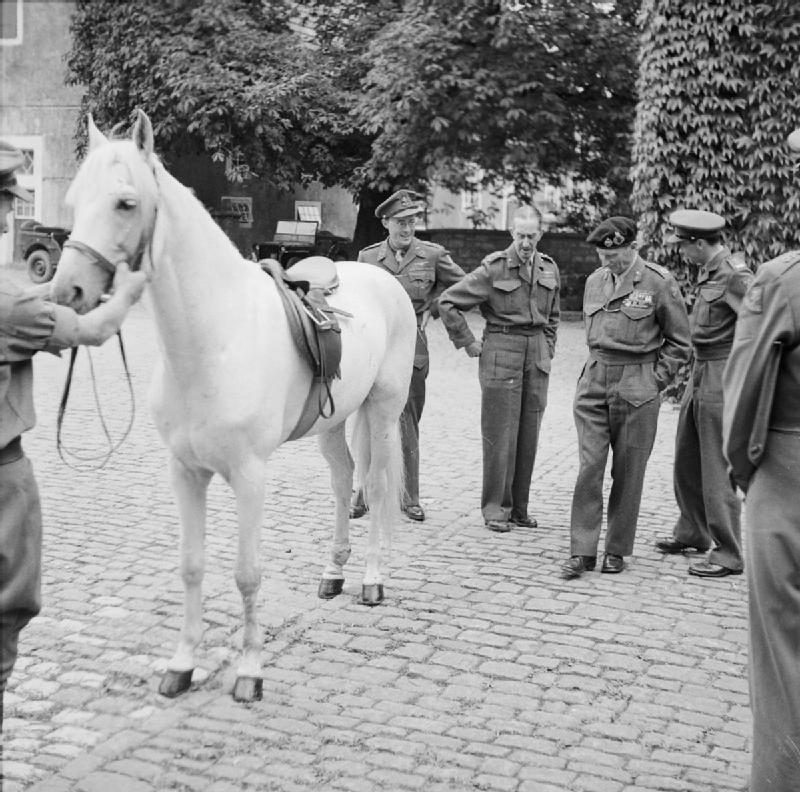
Bernardo y el mariscal británico Bernard Montgomery (1947).

En 1944 el príncipe Bernardo se convirtió en comandante de las fuerzas armadas neerlandesas. Después de la liberación de los Países Bajos, se reunió con su familia y tomó parte activa en las negociaciones para la rendición alemana. Estuvo presente en las negociaciones para el armisticio y la rendición en el Hotel de Wereld en Wageningen en los Países Bajos el 5 de mayo de 1945. En ella, se negó a emplear el alemán y solamente se comunicaba en neerlandés con sus interlocutores.
El príncipe se había convertido en un genuino héroe de guerra a ojos de la mayoría de los holandeses e incluso mantenía relaciones cordiales con los comunistas de su país que lucharon contra los nazis. En los años posteriores a la guerra su popularidad e influencia aumentaron considerablemente, debido a su ayuda para revigorizar y reconstruir la economía de los Países Bajos.

### Postguerra
Después de la guerra se creó la posición de inspector general de las Fuerzas Armadas para el príncipe Bernardo. También se convirtió en miembro del tribunal de supervisores de la KLM (KLM Royal Dutch Airlines) y en los años siguientes fue invitado a trabajar como consejero o director no ejecutivo de numerosas corporaciones e instituciones de los Países Bajos. Se han originado algunos rumores que afirman que la KLM ayudó a varios nazis a exiliarse de Alemania a Argentina mientras Bernardo se encontraba en la dirección de la KLM.
En 1948 la reina Guillermina abdicó en su hija Juliana. Después de un viaje en 1952 con la reina Juliana a los Estados Unidos, fue considerado por la prensa como un “embajador extraordinario de los Países Bajos”. En virtud de sus contactos mundiales, en mayo de 1954 se convirtió en el principal organizador de un encuentro en el Hotel Bilderberg en los Países Bajos para la élite intelectual y empresarial del mundo occidental con objeto de discutir los problemas económicos a los que se enfrentaban frente a la creciente amenaza del comunismo. Como resultado del éxito de la primera reunión, pasó a convertirse en un evento anual conocido como el Grupo Bilderberg. La idea de crear una Unión Europea, que había sido propuesta por primera vez por Robert Schuman el 9 de mayo de 1950, fue apoyada en Bilderberg.
Aunque el alcance total de la misma fue ocultada a la prensa holandesa, durante esta época el matrimonio entre la reina Juliana y el príncipe Bernardo atravesó una grave crisis. Bernardo utilizaba muchas de sus ausencias y viajes para dedicarse a sus intereses personales y celebrar fiestas y encuentros íntimos y comprometedores en varias embajadas holandesas. Gran parte de estos hechos no serían revelados completamente hasta después de la muerte del príncipe.
El príncipe Bernardo era una persona muy extrovertida, que a menudo rompía el protocolo realizando comentarios personales sobre temas que le gustaban. Hasta su muerte pidió un mayor reconocimiento para los veteranos polacos de la Segunda Guerra Mundial, que jugaron un papel importante en la liberación de los Países Bajos. Solamente después de su muerte, el gobierno neerlandés tomó la decisión de reconocer públicamente la deuda con los veteranos polacos. El 31 de mayo de 2006, Su Majestad la reina Beatriz de los Países Bajos recompensó en Binnenhof, La Haya, a la 1.ª Brigada de Paracaidistas Independientes Polacos con la Orden de Guillermo, la condecoración más alta de las fuerzas armadas holandesas.
El príncipe Bernardo fue un amigo próximo del presidente Juan Domingo Perón (presidente constitucional argentino) y de su esposa Evita en Argentina, realizando una visita a Buenos Aires el 4 de abril de 1951. Al parecer los ayudó en varias negociaciones empresariales cuyo contenido no ha sido completamente aclarado.
En enero de 1960 efectuó una visita a la Ciudad de México por invitación del Gobierno Mexicano, siendo atendido por el presidente Adolfo López Mateos, por lo que se dio un banquete en honor del príncipe. En su visita fue al sitio arqueológico de Teotihuacán, pero su visita se enfocó a una apertura del mercado neerlandés para productos mexicanos.

### Fallecimiento

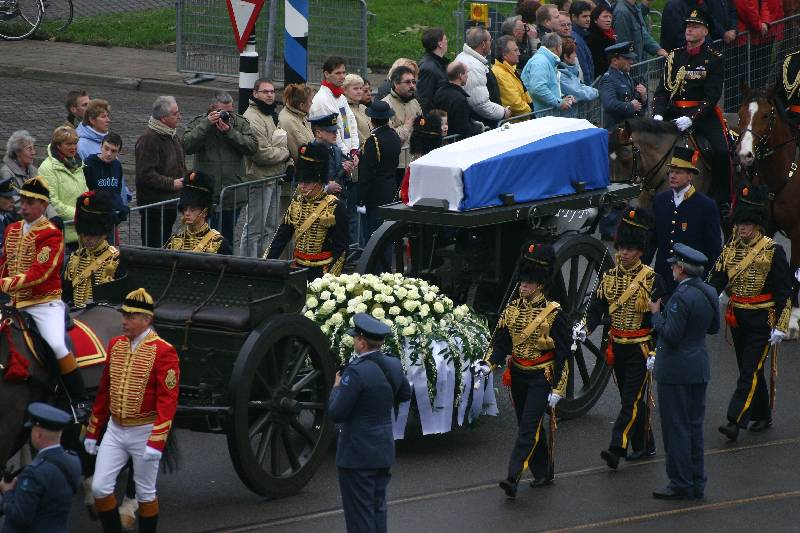
Funeral del príncipe Bernardo en Delft.

El príncipe Bernardo murió de cáncer en Utrecht con 93 años en el Universitair Medisch Centrum Utrecht (Centro Médico de la Universidad de Utrecht) el 1 de diciembre de 2004. Hasta su muerte sufrió los efectos de tumores pulmonares e intestinales. El 11 de diciembre fue enterrado en la cripta real de la Nieuwe Kerk de Delft, donde se celebró un funeral con honores militares, que fue diferente de los del príncipe Nicolás de Amsberg y el de su esposa, la princesa Juliana, pues no fue transportado en el carruaje tradicional de la familia real, como se hace en los funerales de Estado. Fue acompañado con el toque de varias marchas militares y una formación de guardias de honor de veteranos de la Segunda Guerra Mundial. Esta procesión otorgó un carácter militar al funeral, como el propio príncipe habría deseado. Como tributo final a su papel en la fuerza aérea holandesa, tres aviones modernos F-16 y un Spitfire de la Segunda Guerra Mundial sobrevolaron el cementerio durante el funeral en una formación clásica “missing man”.

## Escándalos

### Asunto "Hofmans"
A mediados de la década de 1950 el príncipe Bernardo participó en lo que fue considerada una venganza personal contra Greet Hofmans, una curandera religiosa. Durante nueve años había sido amiga y consejera de la reina Juliana, llegando a residir en el palacio de Soestdijk. Inicialmente, Hofmans había sido presentada a la reina Juliana por iniciativa del propio Bernardo en 1948 para que tratara de curar la ceguera de la princesa María Cristina. Esta ceguera había sido causada porque Juliana había sufrido sarampión durante el embarazo. Hofmans terminó adquiriendo una gran influencia sobre la reina, fomentando los ideales pacifistas. Durante el período de la Guerra Fría, esta intromisión ajena en los asuntos de Estado provocó una grave crisis en la familia real, llegando a amenazar el matrimonio entre Juliana y Bernardo. Finalmente Greet Hofmans fue expulsada del palacio real, y el príncipe Bernardo terminó renunciando a su pretensión de divorciarse debido al amor que su esposa todavía guardaba por él.
Aunque la prensa holandesa mostró una gran discreción sobre todo el asunto, fuera de los Países Bajos se escribió extensamente sobre el escándalo Hofmans. El 13 de junio de 1956, apareció un artículo en la revista alemana Der Spiegel con el título Zwischen Königin und Rasputin (“Entre la reina y Rasputín”), que como su título indica, presentaba una denigrante descripción de Hofmans. Posteriormente, el propio Bernardo admitiría que había proporcionado en persona la información del artículo. Pensó que de esta forma conseguiría que Hofmans fuese alejada de la corte. El primer ministro neerlandés, Willem Drees, tuvo que actuar y nombró un comité de tres sabios para aconsejar a la familia real. El príncipe consiguió su deseo de expulsar a Hofmans, y varios amigos y defensores de la reina tuvieron que renunciar a sus posiciones en la corte. El informe emitido por los tres sabios parece haberse extraviado de los archivos holandeses.

### Escándalo Lockheed

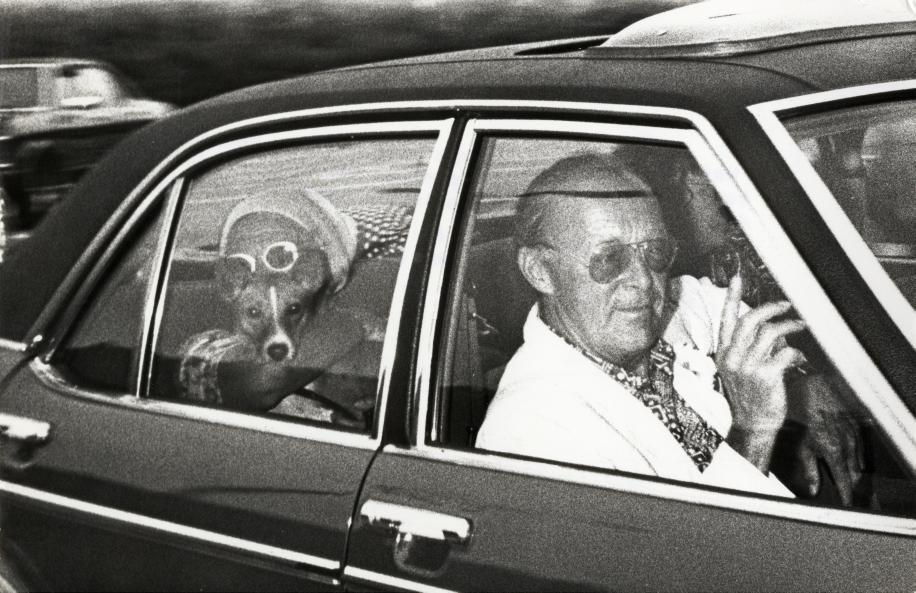
Bernardo y Juliana en la época del "Escándalo Lockheed" (1976).

Un nuevo escándalo de gran magnitud afectó a la familia real holandesa en 1976 cuando se descubrió que el príncipe Bernardo había aceptado un soborno de 1 100 000 dólares de la Lockheed Corporation, una empresa estadounidense de ingeniería aeronáutica, para que influyera en el gobierno neerlandés en la compra de varios aviones de combate F-104. Bernardo había trabajado en más de 300 consejos y comités empresariales de todo el mundo, siendo elogiado en los Países Bajos por sus esfuerzos por promover el bienestar económico del país. Joop den Uyl, primer ministro neerlandés, ordenó una investigación de aquel escándalo, pero el príncipe Bernardo se negó en redondo a contestar a las preguntas de los periodistas, declarando: "Estoy por encima de esas cosas.".
La prensa holandesa e internacional se hicieron eco del escándalo durante meses, aportando pruebas sobre la pertenencia del príncipe Bernardo a las SS, así como de sus numerosas aventuras extramatrimoniales, sobre la compra de un lujoso apartamento en París para su amante Hélène Grinda, con quien había tenido una hija ilegítima, Alexia. (Bernardo también había tenido una segunda hija ilegítima, Alicia, en los Estados Unidos).
El 26 de agosto de 1976, fue publicado un informe suavizado pero devastador sobre las actividades ilícitas del príncipe Bernardo, que constituyó una sorpresa y golpe para la opinión pública de los Países Bajos. En el informe figuraba una carta de 1974 del príncipe a la Lockheed Corporation, en la que demandaba que le fueran pagadas “comisiones” por haber intervenido de forma impropia en la compra de los aviones por parte del gobierno neerlandés. A pesar del informe, el gobierno neerlandés no inició un proceso judicial contra él, debido a que la reina Juliana amenazó con abdicar si su marido era juzgado.
Aunque no fue sometido a juicio, el príncipe Bernardo tuvo que renunciar a su posición como inspector general de las Fuerzas Armadas de los Países Bajos, y aceptó no volver a vestir su uniforme, con la salvedad del funeral de Lord Mountbatten de Burma en la conmemoración del día D, y su propio funeral, pues fue enterrado con su uniforme de las Fuerzas Aéreas Holandesas.
En una entrevista publicada después de su muerte, el príncipe Bernardo admitió haber aceptado un soborno de más de un millón de dólares de la Lockheed; reconoció que había sido un vergonzoso error y afirmaba que había donado todo el dinero al World Wildlife Fund. Declaró: “He aceptado que la palabra Lockheed sea escrita sobre mi tumba.” También admitió haber engendrado dos hijas ilegítimas tras su matrimonio.
El primer ministro, Joop den Uyl, hizo una declaración ante el Parlamento y afirmó que el príncipe renunciaría asimismo a sus ocupaciones en empresas, organizaciones benéficas y otras instituciones. El Parlamento votó en contra de someter al príncipe a un proceso judicial. El príncipe renunció igualmente a la presidencia del World Wildlife Fund, que sería ocupada por el duque de Edimburgo. La familia real holandesa se esforzaría por rehabilitar el nombre del príncipe, pero nuevos escándalos se revelarían en los años siguientes.

### Proyecto "Lock"
En 1988, el príncipe Bernardo y la princesa Juliana (que había abdicado en su hija Beatriz en 1980 y retomado su título de princesa) vendieron dos cuadros de su colección personal para proporcionar dinero al World Wildlife Fund. Las pinturas fueron vendidas por 700.000 libras esterlinas, que serían depositadas en una cuenta bancaria suiza. No obstante, en 1989, Charles de Haes, director general del WWF devolvió 500.000 libras a Bernardo para un “proyecto privado”. En 1991 los periódicos informaron que este proyecto privado consistía en que el príncipe Bernardo había contratado mercenarios –en su mayor parte británicos- para que lucharan contra los cazadores furtivos en las reservas naturales. Este grupo paramilitar se infiltraría en las organizaciones del tráfico ilegal de marfil para arrestarlos.
Sin embargo, el “Proyecto Lock”, como fue llamado, terminó convirtiéndose en un enorme fiasco. El “ejército privado” de Bernardo no solamente se había infiltrado en el tráfico ilegal de marfil, sino que también participaba en el mismo. Para empeorar las cosas, el reportero irlandés Kevin Dowling descubrió que el ejército sudafricano también había actuado en este tráfico ilegal, descubriendo conexiones entre el ejército de Bernardo, el WWF y el mantenimiento del apartheid. Además, Dowling afirmó que varias unidades sudafricanas que habían tomado parte en 1992 en la masacre de Boipatong para aplastar a los insurgentes contra el apartheid, habían sido entrenadas en el “Proyecto Lock”.
En 1995 Nelson Mandela, presidente de Sudáfrica, nombró la comisión Kumleben para que investigara, entre otros asuntos, el papel del WWF en el apartheid sudafricano. En el informe final se declaraba que los mercenarios del Proyecto Lock habían planificado el asesinato de varios miembros del Congreso Nacional Africano, el partido de Mandela, y que los mercenarios habían dirigido campos de entrenamiento en las reservas naturales africanas, donde había adiestrado a guerrilleros de organizaciones como UNITA y RENAMO. Aunque el príncipe Bernardo nunca fue acusado formalmente de ningún crimen en este contexto, el escándalo del Proyecto Lock asestó otro duro golpe a su reputación.

### Otros escándalos
En ocasiones también se ha acusado al príncipe Bernardo de haber enviado una carta a Adolf Hitler, ofreciéndole su apoyo a cambio de nombrar a Bernardo estatúder de los Países Bajos ocupados. Estas acusaciones nunca han sido sostenidas con evidencias, y la carta mencionada nunca ha aparecido.
Se produjo una nueva controversia pública el 30 de octubre de 2002, cuando pagó las fianzas de dos empleados de un supermercado, que habían sido detenidos por haber apaleado a un ladrón después de haberlo detenido.

## Hijas
El príncipe Bernardo fue padre de seis hijas, cuatro de ellas de su esposa Juliana:
- Su alteza real la princesa Beatriz de los Países Bajos, princesa de Orange-Nassau y de Lippe-Biesterfeld (nacida en 1938).
- La princesa Irene de los Países Bajos (nacida en 1939).
- La princesa Margarita de los Países Bajos (nacida en 1943).
- La princesa Cristina de los Países Bajos (1947-2019).

También tuvo dos hijas ilegítimas. Aunque los rumores sobre la existencia de estas dos hijas ya estaban muy extendidos, no han sido confirmados hasta después de su muerte:
- Alicia de Bielefeld (nacida como Alicia Webber en 1952, cuya madre no ha sido identificada). Tras convertirse en arquitecta del paisaje, actualmente vive en Estados Unidos.
- Alexia Grinda (nacida como Alexia Lejeune, en 1967) es la hija de Hélène Grinda, una modelo francesa.

## Títulos y tratamientos
| ● 29 de enero de 1911-24 de febrero de 1916:   | el conde Bernardo de Biesterfeld                                                       |
| ● 24 de febrero de 1916-7 de enero de 1937:    | Su alteza seremísima el príncipe Bernardo de Lippe-Biesterfeld,                        |
| ● 7 de enero de 1937-4 de septiembre de 1948:  | Su alteza real el príncipe Bernardo de los Países Bajos, príncipe de Lippe-Biesterfeld |
| ● 4 de septiembre de 1948-30 de abril de 1980: | Su alteza real el príncipe de los Países Bajos                                         |
| ● 30 de abril de 1980-1 de diciembre de 2004:  | Su alteza real el príncipe Bernardo de los Países Bajos, príncipe de Lippe-Biesterfeld |

## Ancestros
| \| \| \| \| \| \| \| \| \| \| \| \| \| \| \| \| \| \| \| \| 16. Conde Guillermo Ernesto de Lippe-Biesterfeld \| \| \| \| \| \| \| \| \| \| \| \| \| \| \| \| \| \| \| \| \| \| \| \| \| \| \| \| \| \| \| \| \| \| \| \| \| \| \| \| \| \| \| \| \| \| \| \| \| \| \| \| \| \| 8. Conde Julio Pedro de Lippe-Biesterfeld \| \| \| \| \| \| \| \| \| \| \| \| \| \| \| \| \| \| \| \| \| \| \| \| \| \| \| \| \| \| \| \| \| \| \| \| \| \| \| \| \| \| \| \| \| \| \| \| \| \| \| \| \| \| 17. Modesta Cristiana de Unruh \| \| \| \| \| \| \| \| \| \| \| \| \| \| \| \| \| \| \| \| \| \| \| \| \| \| \| \| \| \| \| \| \| \| \| \| \| \| \| \| \| \| \| \| \| \| \| \| \| \| \| \| \| \| 4. Conde Ernesto Casimiro de Lippe-Biesterfeld \| \| \| \| \| \| \| \| \| \| \| \| \| \| \| \| \| \| \| \| \| \| \| \| \| \| \| \| \| \| \| \| \| \| \| \| \| \| \| \| \| \| \| \| \| \| \| \| \| \| \| \| \| \| 18. Conde Federico Luis de Castell-Castell \| \| \| \| \| \| \| \| \| \| \| \| \| \| \| \| \| \| \| \| \| \| \| \| \| \| \| \| \| \| \| \| \| \| \| \| \| \| \| \| \| \| \| \| \| \| \| \| \| \| \| \| \| \| 9. Condesa Adelaida Clotilde de Castell-Castell \| \| \| \| \| \| \| \| \| \| \| \| \| \| \| \| \| \| \| \| \| \| \| \| \| \| \| \| \| \| \| \| \| \| \| \| \| \| \| \| \| \| \| \| \| \| \| \| \| \| \| \| \| \| 19. Princesa Emilia Federica de Hohenlohe-Langenburg \| \| \| \| \| \| \| \| \| \| \| \| \| \| \| \| \| \| \| \| \| \| \| \| \| \| \| \| \| \| \| \| \| \| \| \| \| \| \| \| \| \| \| \| \| \| \| \| \| \| \| \| \| \| 2. Príncipe Bernardo Casimiro de Lippe-Biesterfeld \| \| \| \| \| \| \| \| \| \| \| \| \| \| \| \| \| \| \| \| \| \| \| \| \| \| \| \| \| \| \| \| \| \| \| \| \| \| \| \| \| \| \| \| \| \| \| \| \| \| \| \| \| \| 20. Conde César Alejandro de Wartensleben \| \| \| \| \| \| \| \| \| \| \| \| \| \| \| \| \| \| \| \| \| \| \| \| \| \| \| \| \| \| \| \| \| \| \| \| \| \| \| \| \| \| \| \| \| \| \| \| \| \| \| \| \| \| 10. Conde Leopoldo Otón de Wartensleben \| \| \| \| \| \| \| \| \| \| \| \| \| \| \| \| \| \| \| \| \| \| \| \| \| \| \| \| \| \| \| \| \| \| \| \| \| \| \| \| \| \| \| \| \| \| \| \| \| \| \| \| \| \| 21. Federica Guillermina de Gfug \| \| \| \| \| \| \| \| \| \| \| \| \| \| \| \| \| \| \| \| \| \| \| \| \| \| \| \| \| \| \| \| \| \| \| \| \| \| \| \| \| \| \| \| \| \| \| \| \| \| \| \| \| \| 5. Condesa Carolina Federica de Wartensleben \| \| \| \| \| \| \| \| \| \| \| \| \| \| \| \| \| \| \| \| \| \| \| \| \| \| \| \| \| \| \| \| \| \| \| \| \| \| \| \| \| \| \| \| \| \| \| \| \| \| \| \| \| \| 22. Arnoldo Halbach \| \| \| \| \| \| \| \| \| \| \| \| \| \| \| \| \| \| \| \| \| \| \| \| \| \| \| \| \| \| \| \| \| \| \| \| \| \| \| \| \| \| \| \| \| \| \| \| \| \| \| \| \| \| 11. Matilde Halbach \| \| \| \| \| \| \| \| \| \| \| \| \| \| \| \| \| \| \| \| \| \| \| \| \| \| \| \| \| \| \| \| \| \| \| \| \| \| \| \| \| \| \| \| \| \| \| \| \| \| \| \| \| \| 23. Juana Carolina Bohlen \| \| \| \| \| \| \| \| \| \| \| \| \| \| \| \| \| \| \| \| \| \| \| \| \| \| \| \| \| \| \| \| \| \| \| \| \| \| \| \| \| \| \| \| \| \| \| \| \| \| \| \| \| \| 1. Príncipe Bernardo de Lippe-Biesterfeld \| \| \| \| \| \| \| \| \| \| \| \| \| \| \| \| \| \| \| \| \| \| \| \| \| \| \| \| \| \| \| \| \| \| \| \| \| \| \| \| \| \| \| \| \| \| \| \| \| \| \| \| \| \| 24. Federico Carlos de Cramm \| \| \| \| \| \| \| \| \| \| \| \| \| \| \| \| \| \| \| \| \| \| \| \| \| \| \| \| \| \| \| \| \| \| \| \| \| \| \| \| \| \| \| \| \| \| \| \| \| \| \| \| \| \| 12. Wolfgang Adolfo de Cramm \| \| \| \| \| \| \| \| \| \| \| \| \| \| \| \| \| \| \| \| \| \| \| \| \| \| \| \| \| \| \| \| \| \| \| \| \| \| \| \| \| \| \| \| \| \| \| \| \| \| \| \| \| \| 25. Carlota Sofía de Uetterodt \| \| \| \| \| \| \| \| \| \| \| \| \| \| \| \| \| \| \| \| \| \| \| \| \| \| \| \| \| \| \| \| \| \| \| \| \| \| \| \| \| \| \| \| \| \| \| \| \| \| \| \| \| \| 6. Barón Aschwin Thedel de Sierstorpff-Cramm \| \| \| \| \| \| \| \| \| \| \| \| \| \| \| \| \| \| \| \| \| \| \| \| \| \| \| \| \| \| \| \| \| \| \| \| \| \| \| \| \| \| \| \| \| \| \| \| \| \| \| \| \| \| 26. Felipe Lebrecht de Cramm \| \| \| \| \| \| \| \| \| \| \| \| \| \| \| \| \| \| \| \| \| \| \| \| \| \| \| \| \| \| \| \| \| \| \| \| \| \| \| \| \| \| \| \| \| \| \| \| \| \| \| \| \| \| 13. Eduvigis de Cramm \| \| \| \| \| \| \| \| \| \| \| \| \| \| \| \| \| \| \| \| \| \| \| \| \| \| \| \| \| \| \| \| \| \| \| \| \| \| \| \| \| \| \| \| \| \| \| \| \| \| \| \| \| \| 27. Filipina Guillermina de Griesheim \| \| \| \| \| \| \| \| \| \| \| \| \| \| \| \| \| \| \| \| \| \| \| \| \| \| \| \| \| \| \| \| \| \| \| \| \| \| \| \| \| \| \| \| \| \| \| \| \| \| \| \| \| \| 3. Armgard Kunigunde de Sierstorpff-Cramm \| \| \| \| \| \| \| \| \| \| \| \| \| \| \| \| \| \| \| \| \| \| \| \| \| \| \| \| \| \| \| \| \| \| \| \| \| \| \| \| \| \| \| \| \| \| \| \| \| \| \| \| \| \| 28. Conde Gaspar Enrique de Sierstorpff-Driburg \| \| \| \| \| \| \| \| \| \| \| \| \| \| \| \| \| \| \| \| \| \| \| \| \| \| \| \| \| \| \| \| \| \| \| \| \| \| \| \| \| \| \| \| \| \| \| \| \| \| \| \| \| \| 14. Conde Ernesto Mauricio de Sierstorpff-Driburg \| \| \| \| \| \| \| \| \| \| \| \| \| \| \| \| \| \| \| \| \| \| \| \| \| \| \| \| \| \| \| \| \| \| \| \| \| \| \| \| \| \| \| \| \| \| \| \| \| \| \| \| \| \| 29. Federica Carlota de Vincke \| \| \| \| \| \| \| \| \| \| \| \| \| \| \| \| \| \| \| \| \| \| \| \| \| \| \| \| \| \| \| \| \| \| \| \| \| \| \| \| \| \| \| \| \| \| \| \| \| \| \| \| \| \| 7. Baronesa Sofía Eduvigis de Sierstorpff-Driburg \| \| \| \| \| \| \| \| \| \| \| \| \| \| \| \| \| \| \| \| \| \| \| \| \| \| \| \| \| \| \| \| \| \| \| \| \| \| \| \| \| \| \| \| \| \| \| \| \| \| \| \| \| \| 30. Barón Federico Luis de Vincke \| \| \| \| \| \| \| \| \| \| \| \| \| \| \| \| \| \| \| \| \| \| \| \| \| \| \| \| \| \| \| \| \| \| \| \| \| \| \| \| \| \| \| \| \| \| \| \| \| \| \| \| \| \| 15. Baronesa Clara Carolina de Vincke \| \| \| \| \| \| \| \| \| \| \| \| \| \| \| \| \| \| \| \| \| \| \| \| \| \| \| \| \| \| \| \| \| \| \| \| \| \| \| \| \| \| \| \| \| \| \| \| \| \| \| \| \| \| 31. Baronesa Eleonora Luisa de Syberg zum Busch \| \| \| \| \| \| \| \| \| \| \| \| \| \| \| \| \| \| \| \| \| \| \| \| \| \| \| \| \| \| \| \| \| \| \| \| \| \| \| \| \| \| \| \| \| \| \| \| \| \| \| \| |                                                      |  |  |  |  |  |  |  |  |  |  |  |  |  |  |  |
| |                                                      |  |  |  |  |  |  |  |  |  |  |  |  |  |  |  |
| | 16. Conde Guillermo Ernesto de Lippe-Biesterfeld     |  |  |  |  |  |  |  |  |  |  |  |  |  |  |  |
| |                                                      |  |  |  |  |  |  |  |  |  |  |  |  |  |  |  |
| |                                                      |  |  |  |  |  |  |  |  |  |  |  |  |  |  |  |
| | 8. Conde Julio Pedro de Lippe-Biesterfeld            |  |  |  |  |  |  |  |  |  |  |  |  |  |  |  |
| |                                                      |  |  |  |  |  |  |  |  |  |  |  |  |  |  |  |
| |                                                      |  |  |  |  |  |  |  |  |  |  |  |  |  |  |  |
| | 17. Modesta Cristiana de Unruh                       |  |  |  |  |  |  |  |  |  |  |  |  |  |  |  |
| |                                                      |  |  |  |  |  |  |  |  |  |  |  |  |  |  |  |
| |                                                      |  |  |  |  |  |  |  |  |  |  |  |  |  |  |  |
| | 4. Conde Ernesto Casimiro de Lippe-Biesterfeld       |  |  |  |  |  |  |  |  |  |  |  |  |  |  |  |
| |                                                      |  |  |  |  |  |  |  |  |  |  |  |  |  |  |  |
| |                                                      |  |  |  |  |  |  |  |  |  |  |  |  |  |  |  |
| | 18. Conde Federico Luis de Castell-Castell           |  |  |  |  |  |  |  |  |  |  |  |  |  |  |  |
| |                                                      |  |  |  |  |  |  |  |  |  |  |  |  |  |  |  |
| |                                                      |  |  |  |  |  |  |  |  |  |  |  |  |  |  |  |
| | 9. Condesa Adelaida Clotilde de Castell-Castell      |  |  |  |  |  |  |  |  |  |  |  |  |  |  |  |
| |                                                      |  |  |  |  |  |  |  |  |  |  |  |  |  |  |  |
| |                                                      |  |  |  |  |  |  |  |  |  |  |  |  |  |  |  |
| | 19. Princesa Emilia Federica de Hohenlohe-Langenburg |  |  |  |  |  |  |  |  |  |  |  |  |  |  |  |
| |                                                      |  |  |  |  |  |  |  |  |  |  |  |  |  |  |  |
| |                                                      |  |  |  |  |  |  |  |  |  |  |  |  |  |  |  |
| | 2. Príncipe Bernardo Casimiro de Lippe-Biesterfeld   |  |  |  |  |  |  |  |  |  |  |  |  |  |  |  |
| |                                                      |  |  |  |  |  |  |  |  |  |  |  |  |  |  |  |
| |                                                      |  |  |  |  |  |  |  |  |  |  |  |  |  |  |  |
| | 20. Conde César Alejandro de Wartensleben            |  |  |  |  |  |  |  |  |  |  |  |  |  |  |  |
| |                                                      |  |  |  |  |  |  |  |  |  |  |  |  |  |  |  |
| |                                                      |  |  |  |  |  |  |  |  |  |  |  |  |  |  |  |
| | 10. Conde Leopoldo Otón de Wartensleben              |  |  |  |  |  |  |  |  |  |  |  |  |  |  |  |
| |                                                      |  |  |  |  |  |  |  |  |  |  |  |  |  |  |  |
| |                                                      |  |  |  |  |  |  |  |  |  |  |  |  |  |  |  |
| | 21. Federica Guillermina de Gfug                     |  |  |  |  |  |  |  |  |  |  |  |  |  |  |  |
| |                                                      |  |  |  |  |  |  |  |  |  |  |  |  |  |  |  |
| |                                                      |  |  |  |  |  |  |  |  |  |  |  |  |  |  |  |
| | 5. Condesa Carolina Federica de Wartensleben         |  |  |  |  |  |  |  |  |  |  |  |  |  |  |  |
| |                                                      |  |  |  |  |  |  |  |  |  |  |  |  |  |  |  |
| |                                                      |  |  |  |  |  |  |  |  |  |  |  |  |  |  |  |
| | 22. Arnoldo Halbach                                  |  |  |  |  |  |  |  |  |  |  |  |  |  |  |  |
| |                                                      |  |  |  |  |  |  |  |  |  |  |  |  |  |  |  |
| |                                                      |  |  |  |  |  |  |  |  |  |  |  |  |  |  |  |
| | 11. Matilde Halbach                                  |  |  |  |  |  |  |  |  |  |  |  |  |  |  |  |
| |                                                      |  |  |  |  |  |  |  |  |  |  |  |  |  |  |  |
| |                                                      |  |  |  |  |  |  |  |  |  |  |  |  |  |  |  |
| | 23. Juana Carolina Bohlen                            |  |  |  |  |  |  |  |  |  |  |  |  |  |  |  |
| |                                                      |  |  |  |  |  |  |  |  |  |  |  |  |  |  |  |
| |                                                      |  |  |  |  |  |  |  |  |  |  |  |  |  |  |  |
| | 1. Príncipe Bernardo de Lippe-Biesterfeld            |  |  |  |  |  |  |  |  |  |  |  |  |  |  |  |
| |                                                      |  |  |  |  |  |  |  |  |  |  |  |  |  |  |  |
| |                                                      |  |  |  |  |  |  |  |  |  |  |  |  |  |  |  |
| | 24. Federico Carlos de Cramm                         |  |  |  |  |  |  |  |  |  |  |  |  |  |  |  |
| |                                                      |  |  |  |  |  |  |  |  |  |  |  |  |  |  |  |
| |                                                      |  |  |  |  |  |  |  |  |  |  |  |  |  |  |  |
| | 12. Wolfgang Adolfo de Cramm                         |  |  |  |  |  |  |  |  |  |  |  |  |  |  |  |
| |                                                      |  |  |  |  |  |  |  |  |  |  |  |  |  |  |  |
| |                                                      |  |  |  |  |  |  |  |  |  |  |  |  |  |  |  |
| | 25. Carlota Sofía de Uetterodt                       |  |  |  |  |  |  |  |  |  |  |  |  |  |  |  |
| |                                                      |  |  |  |  |  |  |  |  |  |  |  |  |  |  |  |
| |                                                      |  |  |  |  |  |  |  |  |  |  |  |  |  |  |  |
| | 6. Barón Aschwin Thedel de Sierstorpff-Cramm         |  |  |  |  |  |  |  |  |  |  |  |  |  |  |  |
| |                                                      |  |  |  |  |  |  |  |  |  |  |  |  |  |  |  |
| |                                                      |  |  |  |  |  |  |  |  |  |  |  |  |  |  |  |
| | 26. Felipe Lebrecht de Cramm                         |  |  |  |  |  |  |  |  |  |  |  |  |  |  |  |
| |                                                      |  |  |  |  |  |  |  |  |  |  |  |  |  |  |  |
| |                                                      |  |  |  |  |  |  |  |  |  |  |  |  |  |  |  |
| | 13. Eduvigis de Cramm                                |  |  |  |  |  |  |  |  |  |  |  |  |  |  |  |
| |                                                      |  |  |  |  |  |  |  |  |  |  |  |  |  |  |  |
| |                                                      |  |  |  |  |  |  |  |  |  |  |  |  |  |  |  |
| | 27. Filipina Guillermina de Griesheim                |  |  |  |  |  |  |  |  |  |  |  |  |  |  |  |
| |                                                      |  |  |  |  |  |  |  |  |  |  |  |  |  |  |  |
| |                                                      |  |  |  |  |  |  |  |  |  |  |  |  |  |  |  |
| | 3. Armgard Kunigunde de Sierstorpff-Cramm            |  |  |  |  |  |  |  |  |  |  |  |  |  |  |  |
| |                                                      |  |  |  |  |  |  |  |  |  |  |  |  |  |  |  |
| |                                                      |  |  |  |  |  |  |  |  |  |  |  |  |  |  |  |
| | 28. Conde Gaspar Enrique de Sierstorpff-Driburg      |  |  |  |  |  |  |  |  |  |  |  |  |  |  |  |
| |                                                      |  |  |  |  |  |  |  |  |  |  |  |  |  |  |  |
| |                                                      |  |  |  |  |  |  |  |  |  |  |  |  |  |  |  |
| | 14. Conde Ernesto Mauricio de Sierstorpff-Driburg    |  |  |  |  |  |  |  |  |  |  |  |  |  |  |  |
| |                                                      |  |  |  |  |  |  |  |  |  |  |  |  |  |  |  |
| |                                                      |  |  |  |  |  |  |  |  |  |  |  |  |  |  |  |
| | 29. Federica Carlota de Vincke                       |  |  |  |  |  |  |  |  |  |  |  |  |  |  |  |
| |                                                      |  |  |  |  |  |  |  |  |  |  |  |  |  |  |  |
| |                                                      |  |  |  |  |  |  |  |  |  |  |  |  |  |  |  |
| | 7. Baronesa Sofía Eduvigis de Sierstorpff-Driburg    |  |  |  |  |  |  |  |  |  |  |  |  |  |  |  |
| |                                                      |  |  |  |  |  |  |  |  |  |  |  |  |  |  |  |
| |                                                      |  |  |  |  |  |  |  |  |  |  |  |  |  |  |  |
| | 30. Barón Federico Luis de Vincke                    |  |  |  |  |  |  |  |  |  |  |  |  |  |  |  |
| |                                                      |  |  |  |  |  |  |  |  |  |  |  |  |  |  |  |
| |                                                      |  |  |  |  |  |  |  |  |  |  |  |  |  |  |  |
| | 15. Baronesa Clara Carolina de Vincke                |  |  |  |  |  |  |  |  |  |  |  |  |  |  |  |
| |                                                      |  |  |  |  |  |  |  |  |  |  |  |  |  |  |  |
| |                                                      |  |  |  |  |  |  |  |  |  |  |  |  |  |  |  |
| | 31. Baronesa Eleonora Luisa de Syberg zum Busch      |  |  |  |  |  |  |  |  |  |  |  |  |  |  |  |
| |                                                      |  |  |  |  |  |  |  |  |  |  |  |  |  |  |  |
| |                                                      |  |  |  |  |  |  |  |  |  |  |  |  |  |  |  |

| Predecesor: Príncipe Enrique Vladimiro, Duque de Mecklemburgo-Schwerin | Príncipe consorte de los Países Bajos 1948-1980 | Sucesor: Nicolás de Amsberg |